# サンクトペテルブルク大学
サンクトペテルブルク大学（ロシア語: Санкт-Петербургский государственный университет、ラテン文字表記の例:Sankt-Peterburgskij gosudarstvenij universitet）は、ロシア・サンクトペテルブルクにある国立大学。モスクワ大学と並ぶロシアの名門大学であり、帝政ロシア、ソ連時代を通じて、ロシアの教育、文化面で多大な役割を果たした。

## 歴史

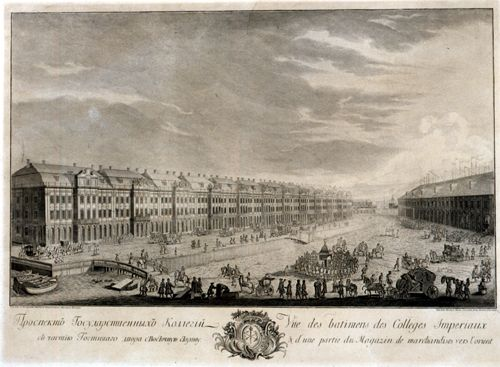
1753年の「12Collegia」

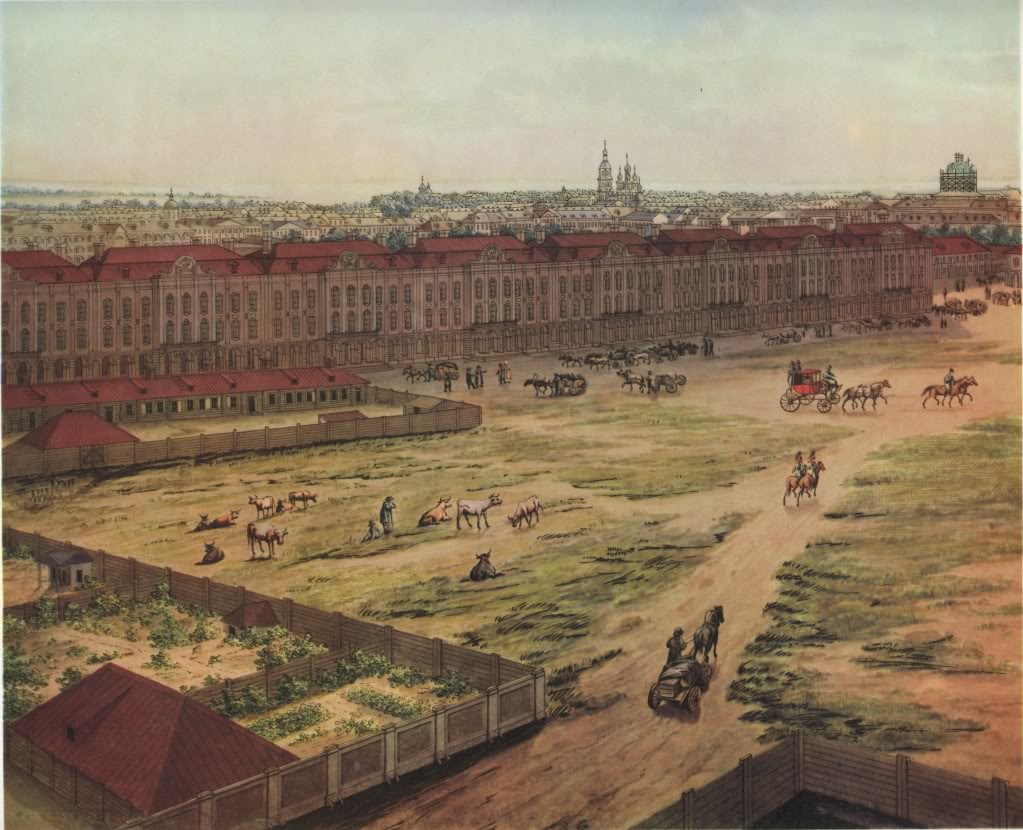
1820年の「12Collegia」

1724年、ピョートル1世の命令によって設立された帝国科学アカデミー（現在のロシア科学アカデミー）を前身とする。1819年にアカデミーから分離され、独立した大学となった。ロシア最古の大学といわれているが、1755年創設のモスクワ大学を最古とする意見もある。
1861年には正規学生が1270人、非正規学生が167人所属しており、そのうち498人が最も大きな学部である法学部に所属していた。しかし1861年から1862年にかけて学生暴動がおき、2度も学校が閉鎖となった。学生の集会は警察に規制され、公共の言論は禁止され、多くの学生が退学になり、騒動の後の1865年には学生は524人しか残っていなかった。1869年に再び学生暴動がおきるが、以前のものと比べると小規模のもので、1869年には2588人が大学を卒業している。
第二次世界大戦時のレニングラード包囲戦の際、多くの学生と教員が餓えや戦闘、粛清により死亡した。しかし、1941年から1942年にかけてサラトフに学校機能を移転して学校教育は続けられた。1944年にソビエト連邦最高会議は、創立125周年の記念とそれまでの科学と文化への貢献を認めてレーニン勲章を授与した。
1940年代後半には、イデオロギーや反ユダヤ主義による粛清が強くなった。とくに1949年には何人かの主要な言語学の教授が愛国心のない世界主義者として糾弾され、学校を去らなければならなかった。そして戦後の冷戦時代、レニングラード大学に入学するユダヤ人には定員制限が存在し、それはペレストロイカまで続いた。また1949年から1950年にかけて、レニングラード事件の調査のために監獄にいれられた何人かの教授がそのまま死亡した。
1966年、数学と科学系の学部を郊外のペトロドヴァレーツ地区に移転することが決定した。移転作業は1990年代に完了した。
1969年、ソビエト連邦最高会議から労働赤旗勲章を授与された。

### 名称の変遷
帝政時代にはサンクトペテルブルク大学（ペテルブルク大学）、第一次世界大戦勃発によりペテルブルクがペトログラードに改称したことに伴いペトログラード大学、ロシア革命によりジダーノフ記念レニングラード国立大学（レニングラード大学）となり、1991年の8月クーデターの後にサンクトペテルブルク国立大学になった。現在の正式名称はサンクトペテルブルク国立総合大学。ロシアでは通常СПбГУ（エス・ペ・ベ・ゲ・ウー、SPbGU）と呼ばれる。

### 12Collegia
1722年にピョートル1世の命令により建設されたロシア政府の合同庁舎。当時、12の省庁（Collegia、コレギア）があったためこう呼ばれた。現在は大学本館として使われている。市内で最も古い時代の建物のひとつ。詳しくは「en:Twelve Collegia」参照。

### 大学年表
- 1819年2月8日、皇帝アレクサンドル1世により、主要な教育機関であった3つの学院をサンクトペテルブルク大学の3つの学部（哲学法学部・史学言語学部・物理数学部）として改められた。
- 1850年: 哲学学部の第1学科が史学言語学部、哲学部の第2学科が物理数学部に振り向けられる。この物理数学学部には、生物学や化学も含まれていた。
- 1855年: 東洋学が史学言語学部から分離され、第4の東洋言語学部が開設される。
- 皇帝アレクサンドル2世の命令により、1863年2月18日に学長が選挙により選出されるようになる。また、芸術歴史理論学部が史学言語学部から分離する。
- 1920年代には、ソ連時代の他の高等教育機関と同様に教育実験の対象となった。学部と学科の構成は変えられ、多くの学部は合併し、分離し、名称変更された。
- 1925年: 地質学部が開設される。
- 1930年代: いくつかの新設学部が開設される。生物学（1930年）、地質学部（1931年）、化学部（1932年）、数学・力学部（1933年）、史学部（1934）、言語学部（1937年）。哲学部と経済学部は歴史学部から1940年に分離した。
- 1944年: 東洋学部が言語学部から分離する。法学部が再編成される。
- 1961年: 言語学部からジャーナリズム学部が分離する。
- 1966年: 哲学部から心理学部が分離する。
- 1969年: 応用数学部が数学・力学部から分離する。
- 1989年: 社会学が新設される。
- 1991年: 大学名称がサンクトペテルブルク大学に変更になる。
- 1990年代: 3つの新設学部が開設される。経営学部（1993年）、国際関係学部（1994年）、薬学部（1995年）。
- 2008年-2010年: 3つの新設学部が開設される。政治科学部、芸術学部、歯学部。

## 学部

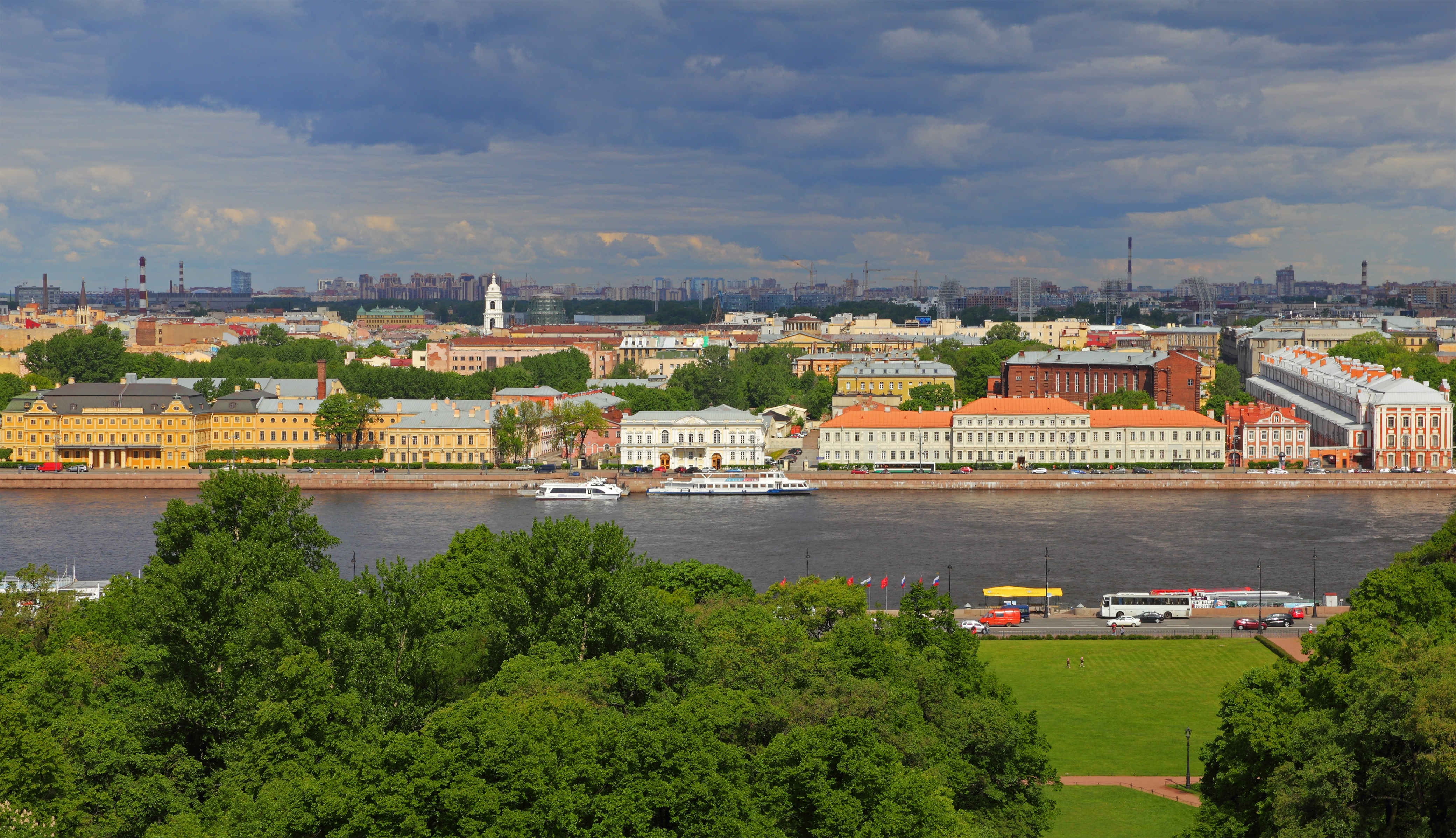
イサク寺院の屋上からみた大学の風景。右端に見えるのが「12Collegia」、その左隣が東洋学言語学部の建物。右奥にはジャーナリスト学部と経営学部の建物が点在している。

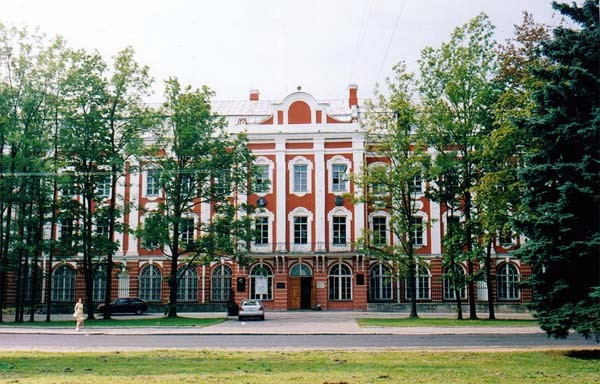
ワシリエフスキー島にあるサンクトペテルブルク大学本館

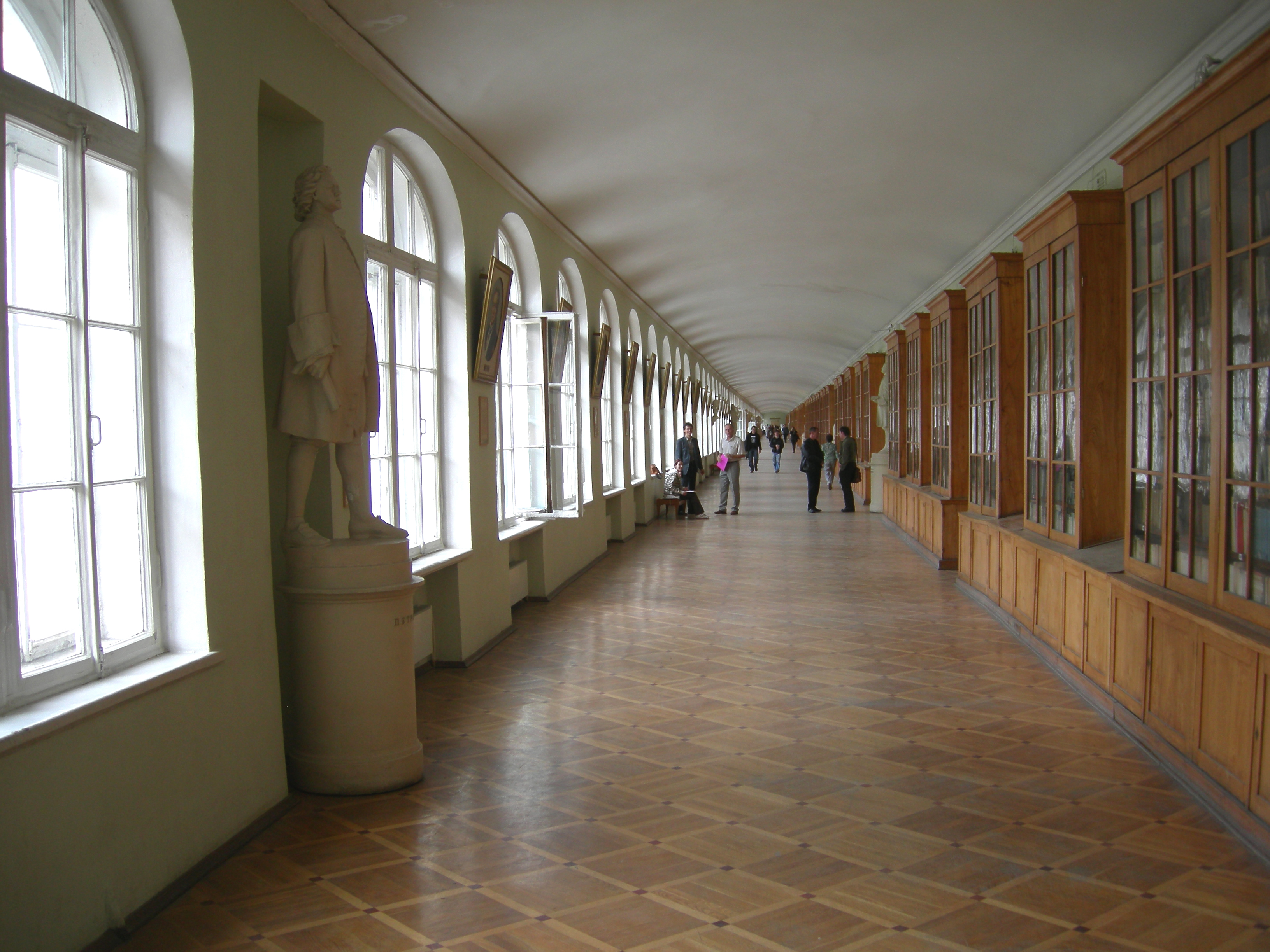
「12Collegia」の廊下

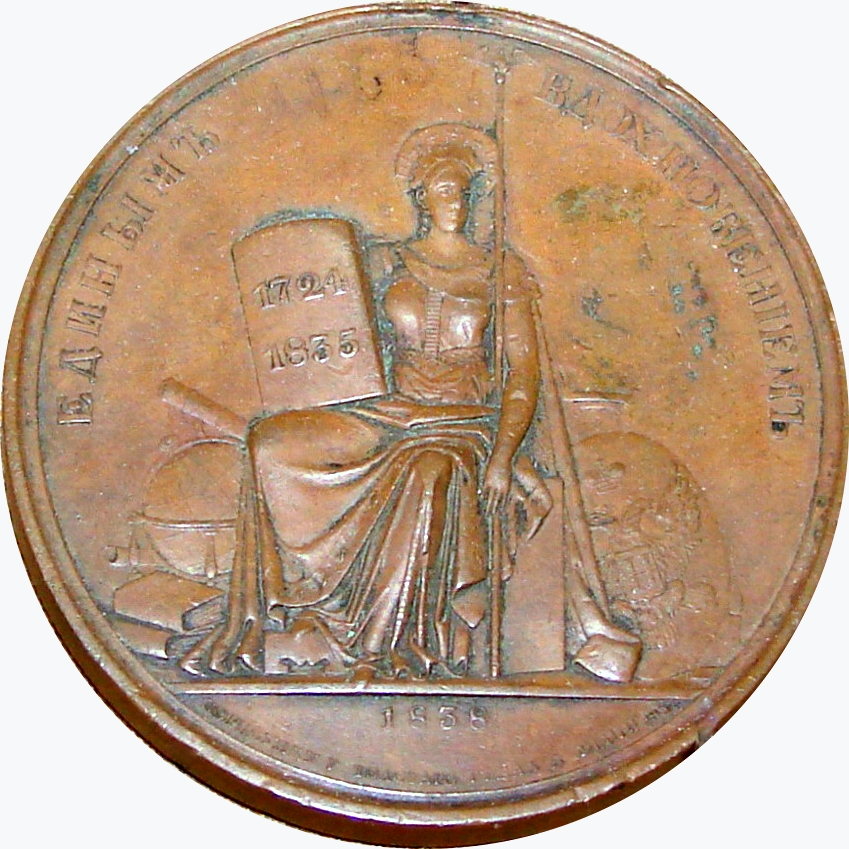
1838年のサンクトペテルブルク大学創設記念のメダル

全部で24の学部があり、そのうち15の学部が都市部のワシリー島にある。選択できるのは通常の昼間課程の他に夜間部・通信講座・予科の課程で、学部課程・専門課程・修士課程・準博士課程・博士課程が用意されている。
規模や入試難易度などで有名な学部は法学部、数学・力学部、哲学部であり、特に法学部の卒業生には著名な政府要職者が多いことで有名である。したがって、ロシアで近年一番人気のある法学部はサンクトペテルブルク大学である。サンクトペテルブルク大学法学部はモスクワ大学法学部と同じか、それ以上の高いプレステージがあると言われており、将来政府機関で働きたい学生からは特に人気がある。具体的な卒業生としてはウラジーミル・プーチン第2・4代大統領、ドミートリー・メドヴェージェフ第3代大統領、アレクサンドル・コノヴァロフ司法大臣、ドミトリー・コザク副首相、ヴィタリー・ムトコ観光スポーツ青少年政策大臣、アナトーリー・セルジュコフ国防大臣、ヴィクトル・エヴトゥホフ商工業次官、アレクサンドル・スミルロフ司法第一次官、エレーナ・ボルセンコ司法次官、ユーリ・アレクセイエフ内務次官などがおり、卒業生は現在のロシア政治エリートの主流派となっている。その他にも下院議員・州知事・検察官・憲法裁判所裁判官・ガスプロム役員など法学部卒業生は多分野で活躍している。またロシア革命の指導者ウラジーミル・レーニンが学んでいたのも、現在のサンクトペテルブルク大学法学部である。
その他にも、ロシアではピョートル大帝の時代からモンゴル、中国、チベットなどの文献の収集がおこなわれており、その東洋学研究が引き継がれた東洋学部は世界的な東洋学の研究機関として有名である。
また、経営学部所属のビジネススクール「Graduate School of Management」（GSOM）は、2005年にSkolkovo Moscow School of Managementと共にロシア連邦政府のリーディング・ビジネススクール優先育成プロジェクトに選ばれ、MBAの取得などでロシアでもっとも充実したビジネス教育環境が整備された。その結果、現在ロシア国内・全東ヨーロッパともにGSOMはビジネススクールランキングで1位、世界全体で60位となっている（ハーバード大学1位、復旦大学29位、ソウル大学56位、東京大学68位、モスクワ大学91位）。
尚、日本語教育が行われている学部は3学部あり、東洋学部、言語学部、国際関係学部がある。東洋学部と言語学部には日本人教師がいる。東洋学部では日本語を主専攻で学び、言語学部と国際関係学部では第二外国語として学んでいる。
このペテルブルク大学東洋学部支那・満州・蒙古学科の日本語講座は明治3年（1870年）にロシア外務省アジア局長ストレモウホフ（のち外相）が開設を提案した講座で、ストレモウホフは文久3年（1863年）に竹内下野守一行の幕府使節ではアジア局次長として、慶応2年（1866年）に樺太国境画定交渉の遺露使節団の代表正使として外国奉行・小出秀実がロシアへ派遣された時は、アジア局長としてロシア側の全権として交渉した。日本人講師の初代はロシア外務省の役人となった橘耕斎、その後を外務省勤務の西徳二郎、安藤謙介が引き継ぎ、初めて教師が本職である講師として黒野義文が教壇に立った。
東京外国語学校のロシア語学科最上級（第１期生）で日本最初の露語辞典『露和字彙』編纂にも関わった黒野義文は明治21年（1888年）から大正5年（1916年）までペテルブルク大学東洋学部支那・満州・蒙古学科の日本語講座で日本語を教え、『日露通俗会話篇』ほかロシア語で日本に関する本を十冊ほど執筆、多くの日本学研究者を育て、欧米大学における日本学の土台を構築することになった。

### 自然科学系学部

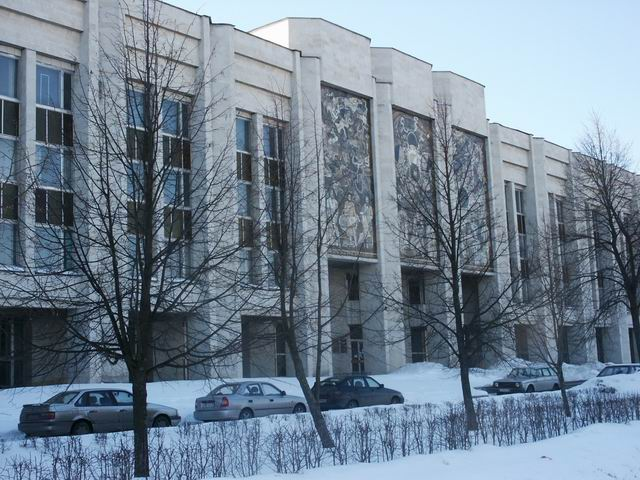
応用数学部
- 生物・土壌学部
- 化学部
- 地質学部
- 地理・環境学部
- 数学・力学部
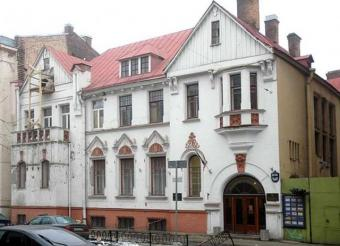
医学部
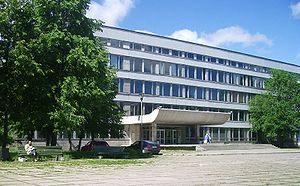
薬学部
- 物理学部

- 数学・力学部
- 医学部
- 物理学部

### 人文系学部

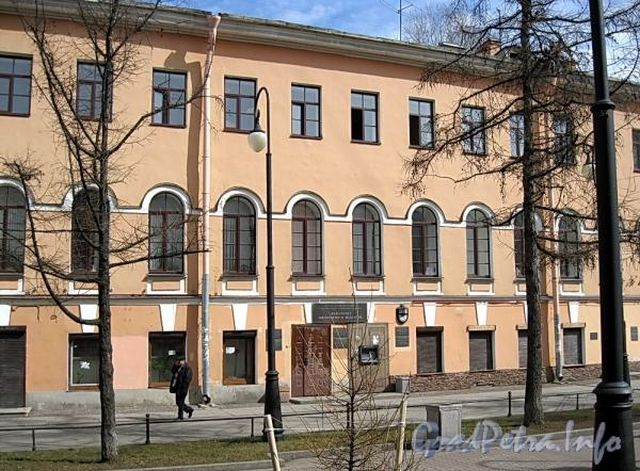
経済学部
- 史学部
- 国際関係学部
- ジャーナリズム学部
- 法学部
- 軍事学部
- 経営学部
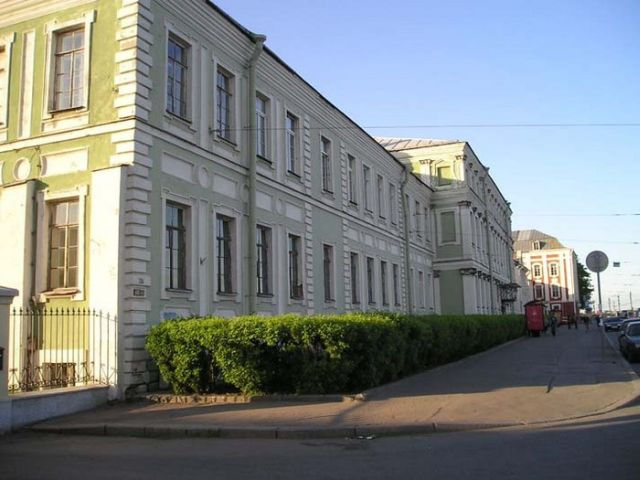
東洋学部
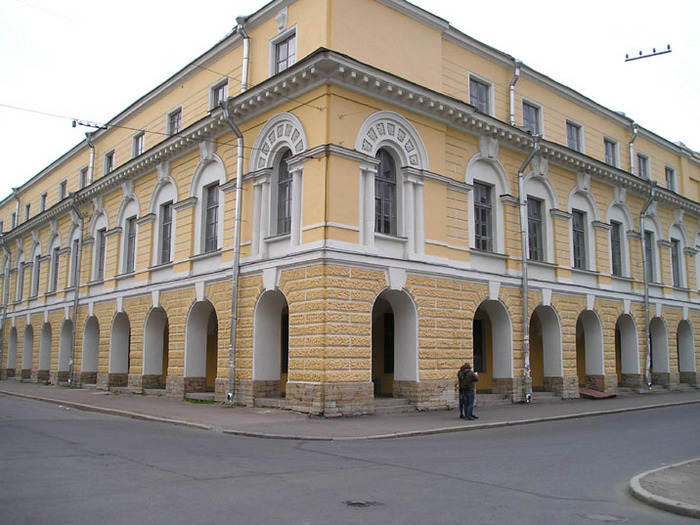
言語学部
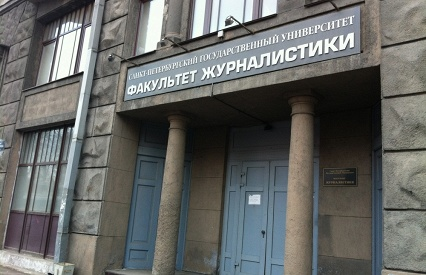
ジャーナリズム学部
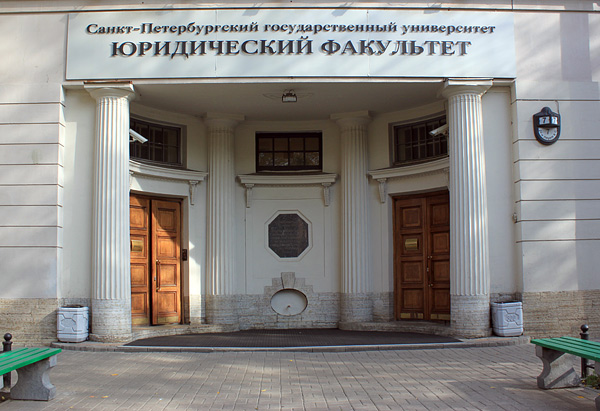
法学部
  - 言語学部付属ロシア言語文化センター（外国人のためのロシア語学校）
- 哲学部
- 心理学部
- 芸術学部
- 政治科学部
- 社会学部
- スポーツ・体育学部

- 芸術学部
- 東洋学部・言語学部
- 史学部・哲学部
- ジャーナリズム学部
- 法学部

## 入学試験
学部課程および専門課程の入学試験は、原則として統一国家試験（Единый государственный экзамен (ЕГЭ)）の結果により判断される。一部の専門的知識を前提とする学部ではЕГЭの代わりに独自の試験が設定されている。また、通常の入試の他に学生オリンピック優秀者や障がい者が別枠で入学できるシステムも存在する。学部・専門課程の2012年度の入学試験には40915人が出願し最終合格して入学したのは2884人であった（合格率7%、競争率約14.2倍）。出願者中、35630人が国費による入学希望者、5285人が私費による入学希望者である。2013年度の出願者は、44800人（国費希望者38900人）でありロシア全体の出願者が減少しているにもかかわらず前年度よりも7%増加している。もっとも人気のあったのは「人的資源管理」のプログラムで、競争率は72.4倍であった（大学新記録） 。

## 評価
QS世界大学ランキング2018-2019年度版では235位であり、モスクワ大学（90位）についでロシアで2番目の位置にある。
ロシア最多のノーベル賞受賞者（2013年時点で7人、モスクワ大学6人）を輩出した。

## 学術交流提携校
学術交流提携校は以下の通りである。
- 会津大学
- 東京大学
- 京都大学
- 大阪大学
- 九州大学
- 北海道大学
- 筑波大学
- 京都産業大学
- 大阪市立大学
- 慶應義塾大学
- 早稲田大学
- 法政大学
- 亜細亜大学
- デューク大学
- カルフォルニア大学バークレー校
- ロンドン大学
- エディンバラ大学
- ベルリン工科大学
- ハンブルク大学

## 著名な教育者
- アンドレイ・パリボク
- レオンハルト・オイラー
- ウラジーミル・フォック
- ニコライ・ゴーゴリ
- シャフマトフ
- パフヌティ・チェビシェフ
- ワシリー・ドクチャーエフ - 地質学者
- イワン・パブロフ - ノーベル賞受賞（生理学医学1904年）
- ワシーリィ・バルトリド-歴史学者
- イリヤ・メチニコフ - ノーベル賞受賞（生理学医学1908年）
- ドミトリ・メンデレーエフ
- ネイサン・ローゼン
- 黒野義文

## 出身者
- アイン・ランド - 小説家、思想家

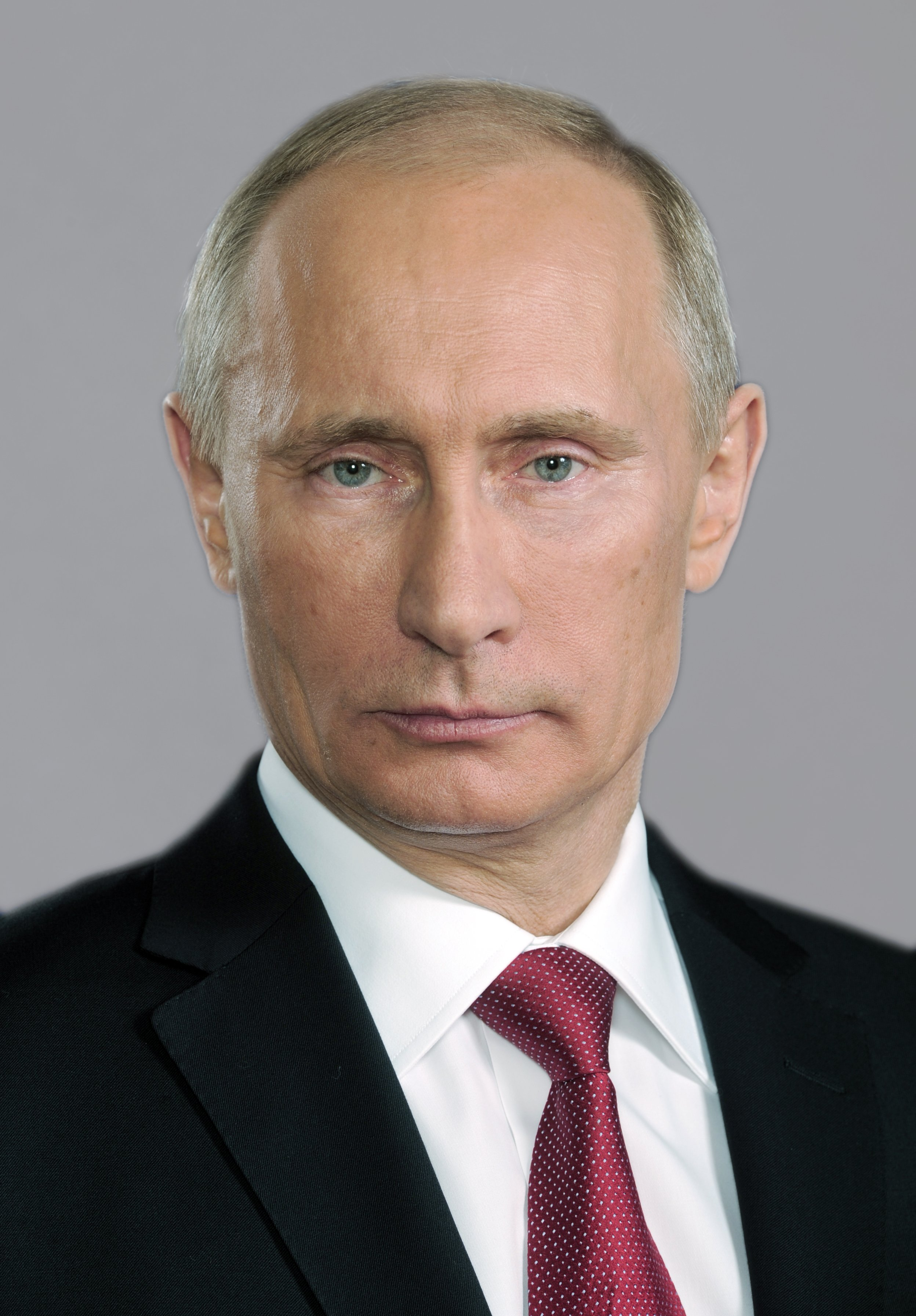
ウラジーミル・プーチン大統領

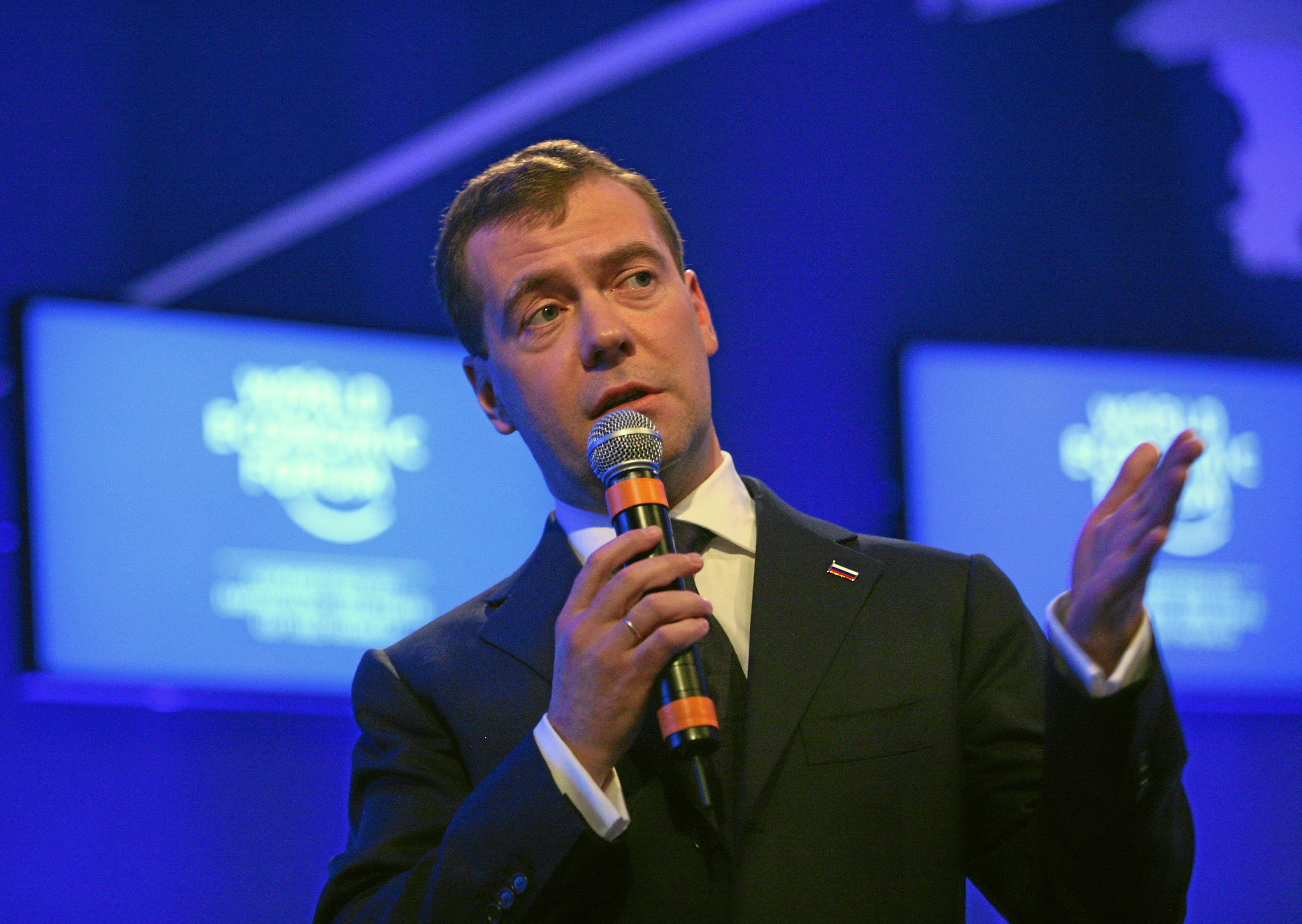
2011年の経済フォーラムでのドミートリー・メドヴェージェフ首相

- アナトリー・サプチャーク - サンクトペテルブルク市長
- アレクサンドル・ケレンスキー - ロシア臨時政府（ペトログラード・ソビエト）首相
- アレクサンドル・プロホロフ - ノーベル賞受賞（物理学1964年）
- アレクサンドル・リャプノフ - 数学者、同大教授
- アンドレイ・ススリン - 数学者、ノースウェスタン大学教授
- アンドレイ・マルコフ - 数学者、同大教授
- イーゴリ・ストラヴィンスキー - 作曲家
- イワン・ツルゲーネフ - 小説家
- イワン・マイスキー - ソ連外務次官
- ウラジーミル・プーチン - 第2代ロシア連邦大統領
- ウラジーミル・レーニン - 思想家、ボリシェヴィキ指導者、ロシア革命指導者、ソビエト連邦最高指導者
- エフゲニー・フョードロフ - 地球物理学者、科学行政家
- 川口悠子 - フィギュアスケーター
- クリメント・チミリャーゼフ - 植物学者、モスクワ大学教授
- ゲオルギー・チチェーリン - ソビエト連邦外務人民委員
- ジョージ・ガモフ - 物理学者
- セルゲイ・マーリン - 外交官、在札幌総領事
- ダリア・グリバウスカイテ - 女性初のリトアニア大統領
- タチヤーナ・トルスタヤ - 小説家
- ドミートリー・メドヴェージェフ - 第3代ロシア連邦大統領
- ニコライ・チェルヌイシェフスキー - 思想家
- ニコライ・セミョーノフ - ノーベル賞受賞（化学1957年）
- アンドレイ・パリボク - 文献学者
- ピョートル・トカチョフ - 思想家、革命家
- ピョートル・パーヴロウィチ・エルショーフ - 詩人、『せむしの仔馬』の作者
- ミハイル・グロモフ - 数学者、IHES教授
- ミハイル・ロモノーソフ - モスクワ大学創設者
- ユーリ・ヴォルコフ - 政治家、ロシア連邦議会下院国家会議副議長
- ユーリー・マルトフ - 革命家、メンシェヴィキ領袖
- レオニード・カントロヴィチ - 数学者、経済学者 ノーベル賞受賞（経済学1975年）
- レフ・ランダウ - 物理学者 ノーベル賞受賞（物理学1962年）
- ワシーリィ・バルトリド - 歴史家
- ワシリー・レオンチェフ 経済学者 ノーベル賞受賞（経済学1973年）
- グレゴリー・ペレルマン - 数学者 フィールズ賞受賞（2006年）※辞退
- スタニスラフ・スミルノフ - 数学者 フィールズ賞受賞（2010年）
- パルィギン・ボリス - 社会心理学者
- アンドレイ・ランコフ - 朝鮮学者、政治学者、国民大学校教授
- 西徳二郎 - 外交官、外務大臣、枢密顧問官、西竹一の父